# Вортигерн
Вортигерн (енгл. Vortigern) био је ратни вођа у Британији током 5. века, који је можда био краљ Брита, или је барем тако представљен у делима Беде и Гилде. Његово постојање је предмет расправа међу научницима, а подаци о њему су оскудни и нејасни.
Могуће је да је био superbus tyrannus — охоли тиранин — за кога се каже да је позвао Хенгиста и Хорсу да му помогну у борби против Пикта и Шкота, након чега су се они побунили, убили његовог сина и основали Краљевину Кент. Према предању, склонио се у северни Велс, а гроб му се наводно налази у Диведу или на полуострву Лин. Гилда га касније оштро критикује због лошег расуђивања и окривљује га за губитак Британије. Наводи се и на почетку родослова раних краљева Поуиса.